# Saison 2020-2021 des Clippers de Los Angeles
La saison 2020-2021 des Clippers de Los Angeles est la 51e saison de la franchise en National Basketball Association (NBA) et la 37e saison à Los Angeles.
Durant l'intersaison, Doc Rivers est remercié de son poste d'entraîneur et la franchise engage Tyronn Lue pour le remplacer. L'équipe enregistre les arrivées de vétérans comme Nicolas Batum et Serge Ibaka, ainsi que les prolongations de contrat de Paul George et Luke Kennard.
Durant la saison régulière, les deux stars de l'équipe, Kawhi Leonard et George, sont sélectionnées pour le NBA All-Star Game 2021,.
Le 2 mai 2021, les Clippers sont officiellement qualifiés pour les playoffs et se classent 4e de la conférence Ouest. Durant les playoffs, ils éliminent les Mavericks de Dallas au premier tour, en sept matchs, en étant menés 0-2 au début de la série. En demi-finale de conférence, la franchise élimine le Jazz de l'Utah en six matchs, avant de s'incliner pour leur première finale de conférence de leur histoire face aux Suns de Phoenix.

## Draft
| Tour | Choix | Joueur       | Poste | Nationalité | Provenance                    |
| ---- | ----- | ------------ | ----- | ----------- | ----------------------------- |
| 2    | 57    | Reggie Perry | PF    | États-Unis  | Bulldogs de Mississippi State |

## Matchs

### Pré-saison
| Pré-saison Total: 0-3 (Domicile : 0-1; Extérieur : 0-2) |

| Match | Date match  | Équipe        | Score     | Meilleur marqueur   | Meilleur rebondeur | Meilleur passeur   | Lieux          | Série |
| ----- | ----------- | ------------- | --------- | ------------------- | ------------------ | ------------------ | -------------- | ----- |
| 1     | 11 décembre | @ L.A. Lakers | D 81-87   | Paul George (10)    | Ivica Zubac (10)   | Quatre joueurs (2) | Staples Center | 0 - 1 |
| 2     | 13 décembre | @ L.A. Lakers | D 106-131 | Louis Williams (12) | Ivica Zubac (6)    | Terance Mann (5)   | Staples Center | 0 - 2 |
| 3     | 17 décembre | Utah          | D 105-125 | Paul George (16)    | Nicolas Batum (8)  | Paul George (5)    | Staples Center | 0 - 3 |

### Saison régulière
| Saison régulière Total: 47-25 (Domicile : 26-10; Extérieur : 21-15) |

| Match | Date match  | Équipe        | Score     | Meilleur marqueur   | Meilleur rebondeur | Meilleur passeur     | Lieux          | Série |
| ----- | ----------- | ------------- | --------- | ------------------- | ------------------ | -------------------- | -------------- | ----- |
| 1     | 22 décembre | @ L.A. Lakers | V 116-109 | Paul George (33)    | Cinq joueurs (6)   | Nicolas Batum (6)    | Staples Center | 1 - 0 |
| 2     | 25 décembre | @ Denver      | V 121-108 | Paul George (23)    | Nicolas Batum (10) | Paul George (9)      | Ball Arena     | 2 - 0 |
| 3     | 27 décembre | Dallas        | D 73-124  | Paul George (15)    | Serge Ibaka (9)    | Paul George (4)      | Staples Center | 2 - 1 |
| 4     | 29 décembre | Minnesota     | V 124-101 | Louis Williams (20) | Serge Ibaka (8)    | George, Williams (5) | Staples Center | 3 - 1 |
| 5     | 30 décembre | Portland      | V 128-105 | Kawhi Leonard (28)  | Paul George (10)   | George, Leonard (7)  | Staples Center | 4 - 1 |

| Match | Date match  | Équipe              | Score     | Meilleur marqueur    | Meilleur rebondeur   | Meilleur passeur     | Lieux                   | Série  |
| ----- | ----------- | ------------------- | --------- | -------------------- | -------------------- | -------------------- | ----------------------- | ------ |
| 6     | 1er janvier | @ Utah              | D 100-106 | Paul George (25)     | Kawhi Leonard (16)   | Kawhi Leonard (9)    | Vivint Smart Home Arena | 4 - 2  |
| 7     | 3 janvier   | @ Phoenix           | V 112-107 | Paul George (39)     | Patrick Beverley (9) | Reggie Jackson (6)   | PHX Arena               | 5 - 2  |
| 8     | 5 janvier   | San Antonio         | D 113-116 | Kawhi Leonard (30)   | Nicolas Batum (9)    | Kawhi Leonard (10)   | Staples Center          | 5 - 3  |
| 9     | 6 janvier   | @ Golden State      | V 108-101 | George, Leonard (21) | Serge Ibaka (14)     | Kawhi Leonard (4)    | Chase Center            | 6 - 3  |
| 10    | 8 janvier   | @ Golden State      | D 105-115 | Paul George (25)     | Serge Ibaka (7)      | Paul George (7)      | Chase Center            | 6 - 4  |
| 11    | 10 janvier  | Chicago             | V 130-127 | Kawhi Leonard (35)   | Trois joueurs (7)    | Paul George (9)      | Staples Center          | 7 - 4  |
| 12    | 13 janvier  | La Nouvelle-Orléans | V 111-106 | Kawhi Leonard (28)   | Ivica Zubac (7)      | Kawhi Leonard (9)    | Staples Center          | 8 - 4  |
| 13    | 15 janvier  | @ Sacramento        | V 138-100 | Kawhi Leonard (27)   | Terance Mann (9)     | Kennard, Leonard (6) | Golden 1 Center         | 9 - 4  |
| 14    | 17 janvier  | Indiana             | V 129-96  | Paul George (20)     | Trois joueurs (7)    | Patrick Beverley (6) | Staples Center          | 10 - 4 |
| 15    | 20 janvier  | Sacramento          | V 115-96  | Kawhi Leonard (32)   | Ivica Zubac (12)     | Paul George (12)     | Staples Center          | 11 - 4 |
| 16    | 22 janvier  | Oklahoma City       | V 120-106 | Kawhi Leonard (31)   | Serge Ibaka (11)     | Louis Williams (8)   | Staples Center          | 12 - 4 |
| 17    | 24 janvier  | Oklahoma City       | V 108-100 | Kawhi Leonard (34)   | Ivica Zubac (11)     | Kawhi Leonard (8)    | Staples Center          | 13 - 4 |
| 18    | 26 janvier  | @ Atlanta           | D 99-108  | Reggie Jackson (20)  | Ivica Zubac (10)     | Reggie Jackson (8)   | State Farm Arena        | 13 - 5 |
| 19    | 28 janvier  | @ Miami             | V 109-105 | Nicolas Batum (18)   | Serge Ibaka (13)     | Reggie Jackson (6)   | American Airlines Arena | 14 - 5 |
| 20    | 29 janvier  | @ Orlando           | V 116-90  | Paul George (26)     | George, Ibaka (9)    | Paul George (5)      | Amway Center            | 15 - 5 |
| 21    | 31 janvier  | @ New York          | V 129-115 | Kawhi Leonard (28)   | Paul George (8)      | George, Williams (5) | Madison Square Garden   | 16 - 5 |

| Match | Date match | Équipe      | Score     | Meilleur marqueur   | Meilleur rebondeur | Meilleur passeur    | Lieux                      | Série   |
| ----- | ---------- | ----------- | --------- | ------------------- | ------------------ | ------------------- | -------------------------- | ------- |
| 22    | 2 février  | @ Brooklyn  | D 120-124 | Kawhi Leonard (33)  | Serge Ibaka (10)   | Paul George (6)     | Barclays Center            | 16 - 6  |
| 23    | 3 février  | @ Cleveland | V 121-99  | Paul George (36)    | Ivica Zubac (16)   | Paul George (6)     | Rocket Mortgage FieldHouse | 17 - 6  |
| 24    | 5 février  | Boston      | D 115-119 | Kawhi Leonard (28)  | Kawhi Leonard (11) | Louis Williams (6)  | Staples Center             | 17 - 7  |
| 25    | 7 février  | Sacramento  | D 110-113 | Louis Williams (23) | Ivica Zubac (14)   | Louis Williams (5)  | Staples Center             | 17 - 8  |
| 26    | 10 février | @ Minnesota | V 119-112 | Kawhi Leonard (36)  | Nicolas Batum (10) | Kawhi Leonard (5)   | Target Center              | 18 - 8  |
| 27    | 12 février | @ Chicago   | V 125-106 | Kawhi Leonard (33)  | Trois joueurs (6)  | Louis Williams (5)  | United Center              | 19 - 8  |
| 28    | 14 février | Cleveland   | V 128-111 | Louis Williams (30) | Serge Ibaka (9)    | Louis Williams (10) | Staples Center             | 20 - 8  |
| 29    | 15 février | Miami       | V 125-118 | Marcus Morris (32)  | Serge Ibaka (9)    | Louis Williams (10) | Staples Center             | 21 - 8  |
| 30    | 17 février | Utah        | D 96-114  | Louis Williams (16) | Ivica Zubac (10)   | Louis Williams (6)  | Staples Center             | 21 - 9  |
| 31    | 19 février | Utah        | V 116-112 | Kawhi Leonard (29)  | Serge Ibaka (9)    | Paul George (5)     | Staples Center             | 22 - 9  |
| 32    | 21 février | Brooklyn    | D 108-112 | Paul George (34)    | Kawhi Leonard (13) | Paul George (7)     | Staples Center             | 22 - 10 |
| 33    | 23 février | Washington  | V 135-116 | Kawhi Leonard (32)  | Ivica Zubac (12)   | Trois joueurs (4)   | Staples Center             | 23 - 10 |
| 34    | 25 février | @ Memphis   | D 94-122  | Kawhi Leonard (17)  | George, Ibaka (7)  | Kawhi Leonard (7)   | Staples Center             | 23 - 11 |
| 35    | 26 février | @ Memphis   | V 119-99  | Kawhi Leonard (30)  | Kawhi Leonard (9)  | Paul George (8)     | Staples Center             | 24 - 11 |
| 36    | 28 février | @ Milwaukee | D 100-105 | Kawhi Leonard (25)  | Serge Ibaka (11)   | Paul George (7)     | Fiserv Forum               | 24 - 12 |

| Match                  | Date match | Équipe                | Score     | Meilleur marqueur   | Meilleur rebondeur | Meilleur passeur    | Lieux                    | Série   |
| ---------------------- | ---------- | --------------------- | --------- | ------------------- | ------------------ | ------------------- | ------------------------ | ------- |
| 37                     | 2 mars     | @ Boston              | D 112-117 | Paul George (32)    | Ivica Zubac (10)   | Reggie Jackson (7)  | TD Garden                | 24 - 13 |
| 38                     | 4 mars     | @ Washington          | D 117-119 | Kawhi Leonard (22)  | Ivica Zubac (13)   | Nicolas Batum (5)   | Capital One Arena        | 24 - 14 |
| NBA All-Star Game 2021 |            |                       |           |                     |                    |                     |                          |         |
| 39                     | 11 mars    | Golden State          | V 130-104 | Kawhi Leonard (28)  | Serge Ibaka (14)   | Paul George (5)     | Staples Center           | 25 - 14 |
| 40                     | 14 mars    | @ La Nouvelle-Orléans | D 115-135 | Kawhi Leonard (23)  | Terance Mann (7)   | Luke Kennard (4)    | Smoothie King Center     | 25 - 15 |
| 41                     | 15 mars    | @ Dallas              | V 109-99  | Kawhi Leonard (22)  | Ivica Zubac (11)   | Kawhi Leonard (7)   | American Airlines Center | 26 - 15 |
| 42                     | 17 mars    | @ Dallas              | D 89-105  | Paul George (28)    | Quatre joueurs (7) | Kawhi Leonard (7)   | American Airlines Center | 26 - 16 |
| 43                     | 20 mars    | Charlotte             | V 125-98  | Paul George (21)    | Quatre joueurs (5) | Paul George (10)    | Staples Center           | 27 - 16 |
| 44                     | 22 mars    | Atlanta               | V 119-110 | Kawhi Leonard (25)  | Terance Mann (10)  | Paul George (7)     | Staples Center           | 28 - 16 |
| 45                     | 24 mars    | @ San Antonio         | V 134-101 | Kawhi Leonard (25)  | Ivica Zubac (8)    | Trois joueurs (4)   | AT&T Center              | 29 - 16 |
| 46                     | 25 mars    | @ San Antonio         | V 98-85   | Reggie Jackson (28) | George, Zubac (8)  | George, Jackson (4) | AT&T Center              | 30 - 16 |
| 47                     | 27 mars    | Philadelphie          | V 122-112 | Kawhi Leonard (28)  | Ivica Zubac (11)   | Paul George (9)     | Staples Center           | 31 - 16 |
| 48                     | 29 mars    | Milwaukee             | V 129-105 | Marcus Morris (25)  | Leonard, Zubac (9) | Kawhi Leonard (8)   | Staples Center           | 32 - 16 |
| 49                     | 30 mars    | Orlando               | D 96-103  | Kawhi Leonard (28)  | Ivica Zubac (13)   | Reggie Jackson (7)  | Staples Center           | 32 - 17 |

| Match | Date match | Équipe                | Score     | Meilleur marqueur   | Meilleur rebondeur    | Meilleur passeur   | Lieux                   | Série   |
| ----- | ---------- | --------------------- | --------- | ------------------- | --------------------- | ------------------ | ----------------------- | ------- |
| 50    | 1er avril  | Denver                | D 94-101  | Kawhi Leonard (24)  | Kawhi Leonard (12)    | Paul George (5)    | Staples Center          | 32 - 18 |
| 51    | 4 avril    | L.A. Lakers           | V 104-86  | Marcus Morris (22)  | Kawhi Leonard (10)    | Kawhi Leonard (8)  | Staples Center          | 33 - 18 |
| 52    | 6 avril    | Portland              | V 133-116 | Paul George (36)    | Kawhi Leonard (12)    | Kawhi Leonard (7)  | Staples Center          | 34 - 18 |
| 53    | 8 avril    | Phoenix               | V 113-103 | Paul George (33)    | Paul George (7)       | Rajon Rondo (9)    | Staples Center          | 35 - 18 |
| 54    | 9 avril    | Houston               | V 126-109 | Kawhi Leonard (31)  | Ivica Zubac (7)       | Terance Mann (9)   | Staples Center          | 36 - 18 |
| 55    | 11 avril   | Détroit               | V 131-124 | Marcus Morris (33)  | Ivica Zubac (10)      | Paul George (9)    | Staples Center          | 37 - 18 |
| 56    | 13 avril   | @ Indiana             | V 126-115 | Paul George (36)    | Trois joueurs (7)     | Paul George (8)    | Bankers Life Fieldhouse | 38 - 18 |
| 57    | 14 avril   | @ Détroit             | V 100-98  | Reggie Jackson (29) | Ivica Zubac (13)      | Rajon Rondo (4)    | Little Caesars Arena    | 39 - 18 |
| 58    | 16 avril   | @ Philadelphie        | D 103-106 | Paul George (37)    | Paul George (9)       | Rajon Rondo (8)    | Wells Fargo Center      | 39 - 19 |
| 59    | 18 avril   | Minnesota             | V 124-105 | Paul George (23)    | Kawhi Leonard (11)    | Kawhi Leonard (8)  | Staples Center          | 40 - 19 |
| 60    | 20 avril   | @ Portland            | V 113-112 | Paul George (33)    | Paul George (11)      | Rajon Rondo (7)    | Moda Center             | 41 - 19 |
| 61    | 21 avril   | Memphis               | V 117-105 | Luke Kennard (28)   | DeMarcus Cousins (10) | Ferrell, Mann (7)  | Staples Center          | 42 - 19 |
| 62    | 23 avril   | @ Houston             | V 109-104 | Paul George (33)    | Paul George (14)      | Batum, Jackson (5) | Toyota Center           | 43 - 19 |
| 63    | 26 avril   | @ La Nouvelle-Orléans | D 103-120 | Terance Mann (17)   | DeMarcus Cousins (11) | Jackson, Rondo (5) | Smoothie King Center    | 43 - 20 |
| 64    | 28 avril   | @ Phoenix             | D 101-109 | Paul George (25)    | Paul George (10)      | Rajon Rondo (7)    | PHX Arena               | 43 - 21 |

| Match | Date match | Équipe          | Score     | Meilleur marqueur   | Meilleur rebondeur | Meilleur passeur        | Lieux                   | Série   |
| ----- | ---------- | --------------- | --------- | ------------------- | ------------------ | ----------------------- | ----------------------- | ------- |
| 65    | 1er mai    | Denver          | D 104-110 | Paul George (20)    | George, Zubac (7)  | Kawhi Leonard (6)       | Staples Center          | 43 - 22 |
| 66    | 4 mai      | Toronto         | V 105-100 | George, Morris (22) | Paul George (9)    | Trois joueurs (5)       | Staples Center          | 44 - 22 |
| 67    | 6 mai      | L.A. Lakers     | V 118-94  | Paul George (24)    | Leonard, Zubac (8) | Kawhi Leonard (6)       | Staples Center          | 44 - 22 |
| 68    | 9 mai      | New York        | D 100-106 | Kawhi Leonard (29)  | Trois joueurs (8)  | Rajon Rondo (8)         | Staples Center          | 44 - 23 |
| 69    | 11 mai     | @ Toronto       | V 115-96  | Leonard, Mann (20)  | Ivica Zubac (10)   | Kawhi Leonard (5)       | Amalie Arena            | 45 - 23 |
| 70    | 13 mai     | @ Charlotte     | V 113-90  | Paul George (20)    | Ivica Zubac (11)   | Kawhi Leonard (9)       | Spectrum Center         | 46 - 23 |
| 71    | 14 mai     | @ Houston       | D 115-122 | Luke Kennard (23)   | Serge Ibaka (7)    | Rajon Rondo (13)        | Toyota Center           | 46 - 24 |
| 72    | 16 mai     | @ Oklahoma City | D 112-117 | Terance Mann (19)   | Daniel Oturu (12)  | Beverley, Patterson (4) | Chesapeake Energy Arena | 46 - 25 |

### Playoffs
| Playoffs Total: 10-9 (Domicile : 5-5; Extérieur : 5-4) |

| Match | Date match | Équipe   | Score     | Meilleur marqueur  | Meilleur rebondeur | Meilleur passeur    | Lieux                    | Série |
| ----- | ---------- | -------- | --------- | ------------------ | ------------------ | ------------------- | ------------------------ | ----- |
| 1     | 22 mai     | Dallas   | D 103-113 | Kawhi Leonard (26) | Kawhi Leonard (10) | George, Leonard (5) | Staples Center           | 0 - 1 |
| 2     | 25 mai     | Dallas   | D 121-127 | Kawhi Leonard (41) | Paul George (12)   | Rajon Rondo (7)     | Staples Center           | 0 - 2 |
| 3     | 28 mai     | @ Dallas | V 118-108 | Kawhi Leonard (36) | Kawhi Leonard (8)  | Rajon Rondo (8)     | American Airlines Center | 1 - 2 |
| 4     | 30 mai     | @ Dallas | V 106-81  | Kawhi Leonard (29) | Kawhi Leonard (10) | Rajon Rondo (4)     | American Airlines Center | 2 - 2 |
| 5     | 2 juin     | Dallas   | D 100-105 | Paul George (23)   | Ivica Zubac (11)   | George, Rondo (6)   | Staples Center           | 2 - 3 |
| 6     | 4 juin     | @ Dallas | V 104-97  | Kawhi Leonard (45) | Paul George (13)   | Paul George (6)     | American Airlines Center | 3 - 3 |
| 7     | 6 juin     | Dallas   | V 126-111 | Kawhi Leonard (28) | Kawhi Leonard (10) | Paul George (10)    | Staples Center           | 4 - 3 |

| Match | Date match | Équipe | Score     | Meilleur marqueur    | Meilleur rebondeur  | Meilleur passeur    | Lieux                   | Série |
| ----- | ---------- | ------ | --------- | -------------------- | ------------------- | ------------------- | ----------------------- | ----- |
| 1     | 8 juin     | @ Utah | D 109-112 | Kawhi Leonard (23)   | Paul George (10)    | Rajon Rondo (6)     | Vivint Smart Home Arena | 0 - 1 |
| 2     | 10 juin    | @ Utah | D 111-117 | Reggie Jackson (29)  | George, Morris (10) | Paul George (6)     | Vivint Smart Home Arena | 0 - 2 |
| 3     | 12 juin    | Utah   | V 132-106 | Kawhi Leonard (34)   | Kawhi Leonard (12)  | George, Leonard (5) | Staples Center          | 1 - 2 |
| 4     | 14 juin    | Utah   | V 118-104 | George, Leonard (31) | Paul George (9)     | Batum, George (4)   | Staples Center          | 2 - 2 |
| 5     | 16 juin    | @ Utah | V 119-111 | Paul George (37)     | Paul George (16)    | Paul George (5)     | Vivint Smart Home Arena | 3 - 2 |
| 6     | 18 juin    | Utah   | V 131-119 | Terance Mann (39)    | Paul George (9)     | Reggie Jackson (10) | Staples Center          | 4 - 2 |

| Match | Date match | Équipe    | Score     | Meilleur marqueur  | Meilleur rebondeur | Meilleur passeur   | Lieux          | Série |
| ----- | ---------- | --------- | --------- | ------------------ | ------------------ | ------------------ | -------------- | ----- |
| 1     | 20 juin    | @ Phoenix | D 114-120 | Paul George (34)   | Nicolas Batum (10) | Rajon Rondo (7)    | PHX Arena      | 0 - 1 |
| 2     | 22 juin    | @ Phoenix | D 103-104 | Paul George (26)   | Ivica Zubac (11)   | Paul George (6)    | PHX Arena      | 0 - 2 |
| 3     | 24 juin    | Phoenix   | V 106-92  | Paul George (27)   | Ivica Zubac (16)   | Paul George (8)    | Staples Center | 1 - 2 |
| 4     | 26 juin    | Phoenix   | D 80-84   | Paul George (23)   | Paul George (16)   | Paul George (6)    | Staples Center | 1 - 3 |
| 5     | 28 juin    | @ Phoenix | V 116-102 | Paul George (41)   | Paul George (13)   | Paul George (6)    | PHX Arena      | 2 - 3 |
| 6     | 30 juin    | Phoenix   | D 103-130 | Marcus Morris (26) | George, Morris (9) | Reggie Jackson (8) | Staples Center | 2 - 4 |

### Confrontations en saison régulière
| Conférence Est      | Conférence Est                              | Conférence Est                              | Conférence Ouest                            | Conférence Ouest                            | Conférence Ouest                            | Conférence Ouest                            | Conférence Ouest                            |
| Division Atlantique | Division Atlantique                         | Division Atlantique                         | Division Nord-Ouest                         | Division Nord-Ouest                         | Division Nord-Ouest                         | Division Nord-Ouest                         | Division Nord-Ouest                         |
| Équipe              | Domicile                                    | Extérieur                                   | Équipe                                      | Domicile                                    | Domicile                                    | Extérieur                                   | Extérieur                                   |
| ------------------- | ------------------------------------------- | ------------------------------------------- | ------------------------------------------- | ------------------------------------------- | ------------------------------------------- | ------------------------------------------- | ------------------------------------------- |
| Boston              | 115-119                                     | 112-119                                     | Denver                                      | 94-101                                      | 104-110                                     | 121-108                                     |                                             |
| Brooklyn            | 108-112                                     | 120-124                                     | Minnesota                                   | 124-101                                     | 124-105                                     | 119-112                                     |                                             |
| New York            | 100-106                                     | 129-115                                     | Oklahoma City                               | 120-106                                     | 108-100                                     | 112-117                                     |                                             |
| Philadelphie        | 122-112                                     | 103-106                                     | Portland                                    | 128-105                                     | 133-116                                     | 113-112                                     |                                             |
| Toronto             | 105-100                                     | 115-96                                      | Utah                                        | 96-114                                      | 116-112                                     | 100-106                                     |                                             |
|                     | 2-3                                         | 2-3                                         |                                             | 7-3                                         | 7-3                                         | 3-2                                         | 3-2                                         |
| Division            | 4-6                                         | 4-6                                         | Division                                    | 10-5                                        | 10-5                                        | 10-5                                        | 10-5                                        |
| Division Centrale   | Division Centrale                           | Division Centrale                           | Division Pacifique                          | Division Pacifique                          | Division Pacifique                          | Division Pacifique                          | Division Pacifique                          |
| Équipe              | Domicile                                    | Extérieur                                   | Équipe                                      | Domicile                                    | Domicile                                    | Extérieur                                   | Extérieur                                   |
| Chicago             | 130-127                                     | 125-106                                     | Golden State                                | 130-104                                     |                                             | 108-101                                     | 105-115                                     |
| Cleveland           | 128-111                                     | 121-99                                      |                                             |                                             |                                             |                                             |                                             |
| Detroit             | 131-124                                     | 100-98                                      | L.A. Lakers                                 | 104-86                                      | 118-94                                      | 116-109                                     |                                             |
| Indiana             | 129-96                                      | 126-115                                     | Phoenix                                     | 113-103                                     |                                             | 112-107                                     | 101-109                                     |
| Milwaukee           | 129-105                                     | 100-105                                     | Sacramento                                  | 115-96                                      | 110-113                                     | 138-100                                     |                                             |
|                     | 5-0                                         | 4-1                                         |                                             | 5-1                                         | 5-1                                         | 4-2                                         | 4-2                                         |
| Division            | 9-1                                         | 9-1                                         | Division                                    | 9-3                                         | 9-3                                         | 9-3                                         | 9-3                                         |
| Division Sud-Est    | Division Sud-Est                            | Division Sud-Est                            | Division Sud-Ouest                          | Division Sud-Ouest                          | Division Sud-Ouest                          | Division Sud-Ouest                          | Division Sud-Ouest                          |
| Équipe              | Domicile                                    | Extérieur                                   | Équipe                                      | Domicile                                    | Domicile                                    | Extérieur                                   | Extérieur                                   |
| Atlanta             | 119-110                                     | 99-108                                      | Dallas                                      | 73-124                                      |                                             | 109-99                                      | 89-105                                      |
| Charlotte           | 125-98                                      | 113-90                                      | Houston                                     | 126-109                                     |                                             | 109-104                                     | 115-122                                     |
| Miami               | 125-118                                     | 109-105                                     | Memphis                                     | 117-107                                     |                                             | 94-122                                      | 119-99                                      |
| Orlando             | 96-103                                      | 116-90                                      | New Orleans                                 | 111-106                                     |                                             | 115-135                                     | 103-120                                     |
| Washington          | 135-116                                     | 117-119                                     | San Antonio                                 | 113-116                                     |                                             | 134-101                                     | 98-85                                       |
|                     | 4-1                                         | 3-2                                         |                                             | 3-2                                         | 3-2                                         | 5-5                                         | 5-5                                         |
| Division            | 7-3                                         | 7-3                                         | Division                                    | 8-7                                         | 8-7                                         | 8-7                                         | 8-7                                         |
| Conférence          | 20-10 (Domicile : 11-4; Extérieur : 9-6)    | 20-10 (Domicile : 11-4; Extérieur : 9-6)    | Conférence                                  | 27-15 (Domicile : 15-6; Extérieur : 12-9)   | 27-15 (Domicile : 15-6; Extérieur : 12-9)   | 27-15 (Domicile : 15-6; Extérieur : 12-9)   | 27-15 (Domicile : 15-6; Extérieur : 12-9)   |
| Total               | 47-25 (Domicile : 26-10; Extérieur : 21-15) | 47-25 (Domicile : 26-10; Extérieur : 21-15) | 47-25 (Domicile : 26-10; Extérieur : 21-15) | 47-25 (Domicile : 26-10; Extérieur : 21-15) | 47-25 (Domicile : 26-10; Extérieur : 21-15) | 47-25 (Domicile : 26-10; Extérieur : 21-15) | 47-25 (Domicile : 26-10; Extérieur : 21-15) |

## Classements
| Conférence Ouest | Conférence Ouest                    | Conférence Ouest | Conférence Ouest | Conférence Ouest | Conférence Ouest | Conférence Ouest | Conférence Ouest |
| No               | Franchise                           | Vic.             | Def.             | MJ               | V/D              | GB               |                  |
| ---------------- | ----------------------------------- | ---------------- | ---------------- | ---------------- | ---------------- | ---------------- | ---------------- |
| 1                | z - Jazz de l'Utah*                 | 52               | 20               | 72               | .722             | –                |                  |
| 2                | y - Suns de Phoenix*                | 51               | 21               | 72               | .708             | 1                |                  |
| 3                | x - Nuggets de Denver               | 47               | 25               | 72               | .653             | 5                |                  |
| 4                | x - Clippers de Los Angeles         | 47               | 25               | 72               | .653             | 5                |                  |
| 5                | y - Mavericks de Dallas*            | 42               | 30               | 72               | .583             | 10               |                  |
| 6                | x - Trail Blazers de Portland       | 42               | 30               | 72               | .583             | 10               |                  |
|                  |                                     |                  |                  |                  |                  |                  |                  |
| 7                | x - Lakers de Los Angeles           | 42               | 30               | 72               | .583             | 10               |                  |
| 8                | x - Grizzlies de Memphis            | 38               | 34               | 72               | .528             | 14               |                  |
| 9                | o - Warriors de Golden State        | 39               | 33               | 72               | .542             | 13               |                  |
| 10               | o - Spurs de San Antonio            | 33               | 39               | 72               | .458             | 19               |                  |
|                  |                                     |                  |                  |                  |                  |                  |                  |
| 11               | o - Pelicans de La Nouvelle-Orléans | 31               | 41               | 72               | .431             | 21               |                  |
| 12               | o - Kings de Sacramento             | 31               | 41               | 72               | .431             | 21               |                  |
| 13               | o - Timberwolves du Minnesota       | 23               | 49               | 72               | .319             | 29               |                  |
| 14               | o - Thunder d'Oklahoma City         | 22               | 50               | 72               | .306             | 30               |                  |
| 15               | o - Rockets de Houston              | 17               | 55               | 72               | .236             | 35               |                  |

| Division Pacifique           | V  | D  | MJ | V/D  | GB | Dom   | Ext   | Div |
| ---------------------------- | -- | -- | -- | ---- | -- | ----- | ----- | --- |
| y - Suns de Phoenix          | 51 | 21 | 72 | .708 | –  | 27–9  | 24–12 | 7–5 |
| x - Clippers de Los Angeles  | 47 | 25 | 72 | .653 | 4  | 26–10 | 21–15 | 9–3 |
| x - Lakers de Los Angeles    | 42 | 30 | 72 | .577 | 9  | 21–15 | 21–15 | 4–8 |
| o - Warriors de Golden State | 39 | 33 | 72 | .542 | 12 | 25–11 | 14–22 | 5–7 |
| o - Kings de Sacramento      | 31 | 41 | 72 | .431 | 20 | 16–20 | 15–21 | 5–7 |

## Effectif

### Effectif actuel
| Clippers de Los Angeles Effectif en fin de saison régulière    |    |                        |                     |                            |
| Entraîneur : Tyronn Lue                                        |    |                        |                     |                            |
| Ailier / Ailier fort                                           | 33 | Drapeau de la France   | Nicolas Batum       | Le Mans                    |
| Meneur                                                         | 21 | Drapeau des États-Unis | Patrick Beverley    | Arkansas                   |
| Arrière / Ailier                                               | 7  | Drapeau des États-Unis | Amir Coffey (TW)    | Minnesota                  |
| Pivot                                                          | 15 | Drapeau des États-Unis | DeMarcus Cousins    | Kentucky                   |
| Meneur                                                         | 11 | Drapeau des États-Unis | Yogi Ferrell        | Indiana                    |
| Ailier                                                         | 13 | Drapeau des États-Unis | Paul George         | Fresno State               |
| Ailier fort / Pivot                                            | 9  | /                      | Serge Ibaka         | Bàsquet Manresa            |
| Meneur                                                         | 1  | Drapeau des États-Unis | Reggie Jackson      | Boston College             |
| Arrière                                                        | 5  | Drapeau des États-Unis | Luke Kennard        | Duke                       |
| Ailier                                                         | 2  | Drapeau des États-Unis | Kawhi Leonard       | San Diego State            |
| Arrière / Ailier                                               | 14 | Drapeau des États-Unis | Terance Mann        | Florida State              |
| Ailier / Ailier fort                                           | 31 | Drapeau des États-Unis | Marcus Morris       | Kansas                     |
| Pivot                                                          | 10 | Drapeau des États-Unis | Daniel Oturu (R)    | Minnesota                  |
| Ailier fort                                                    | 54 | Drapeau des États-Unis | Patrick Patterson   | Kentucky                   |
| Meneur                                                         | 4  | Drapeau des États-Unis | Rajon Rondo         | Kentucky                   |
| Arrière                                                        | 0  | Drapeau des États-Unis | Jay Scrubb (R) (TW) | John A. Logan College (en) |
| Pivot                                                          | 40 | Drapeau de la Croatie  | Ivica Zubac         | KK Mega Leks               |
| (C) - Capitaine, (R) - Rookie, (TW) - Two-way contract, Blessé |    |                        |                     |                            |

## Récompenses durant la saison
| Date               | Joueur        | Récompense                                     |
| ------------------ | ------------- | ---------------------------------------------- |
| 19 février         | Kawhi Leonard | ☆ All-Star 2021 ☆                              |
| 23 février         | Paul George   | ☆ All-Star 2021 ☆                              |
| 5 avril - 11 avril | Paul George   | Joueur de la semaine dans la Conférence Ouest. |
| 14 juin            | Kawhi Leonard | NBA All-Defensive Second Team                  |
| 15 juin            | Kawhi Leonard | All-NBA First Team                             |
| 15 juin            | Paul George   | All-NBA Third Team                             |

## Transactions

### Changement d’entraîneur
| Date       | Ancien entraîneur | Raison départ | Date de signature | Nouvel entraîneur | Provenance                                                |
| ---------- | ----------------- | ------------- | ----------------- | ----------------- | --------------------------------------------------------- |
| 28/09/2020 | Doc Rivers        | Licencié      | 15/10/2020        | Tyronn Lue        | Clippers de Los Angeles (Entraîneur assistant, 2019-2020) |

### Extension de contrat
| Date       | Joueur       | Extension                                                                        |
| ---------- | ------------ | -------------------------------------------------------------------------------- |
| 10/12/2020 | Paul George  | Extension de contrat de 190 000 000 $ sur 4 ans à partir de la saison 2021-2022. |
| 21/12/2020 | Luke Kennard | Extension de contrat de 64 000 000 $ sur 4 ans à partir de la saison 2021-2022.  |

### Joueurs qui re-signent
| Date       | Joueur            | Contrat                                      |
| ---------- | ----------------- | -------------------------------------------- |
| 25/11/2020 | Marcus Morris     | Contrat de 64 000 000 $ sur 4 ans.           |
| 25/11/2020 | Patrick Patterson | Contrat de 3 077 701 $ sur 1 an.             |
| 01/12/2020 | Reggie Jackson    | Contrat non-garanti de 2 331 593 $ sur 1 an. |

### Options dans les contrats
| Date       | Joueur            | Option                                                                            |
| ---------- | ----------------- | --------------------------------------------------------------------------------- |
| 19/11/2020 | JaMychal Green    | JaMychal Green décline son option joueur de 5 005 350 $ pour la saison 2020-2021. |
| 29/12/2020 | Mfiondu Kabengele | Los Angeles décline son option d'équipe de 2 174 880 $ pour la saison 2021-2022.  |

### Échanges
| Novembre    | Novembre | Novembre | Novembre |
| ----------- | --- | --- | -------- |
| 19 novembre | Vers les Clippers de Los Angeles - Droits sur Daniel Oturu (#33) | Vers les Timberwolves du Minnesota - Droits sur Mathias Lessort (2017 #50) - Second tour de draft 2023 des Pistons                    | [ 21 ]   |
| 19 novembre | Échange à trois équipes | Échange à trois équipes | [ 22 ]   |
| 19 novembre | Vers les Clippers de Los Angeles - Luke Kennard (Des Pistons) - Justin Patton (Des Pistons) - Droits sur Jay Scrubb (#55) (Des Nets) - Second tour de draft 2023 de Portland (Des Pistons) - Second tour de draft 2024 (Des Pistons) - Second tour de draft 2025 (Des Pistons) - Second tour de draft 2026 (Des Pistons) | Vers les Nets de Brooklyn - Landry Shamet (Des Clippers) - Bruce Brown (Des Pistons) - Droits sur Reggie Perry (#57) (Des Clippers)   | [ 22 ]   |
| 19 novembre | Vers les Pistons de Détroit - Džanan Musa (Des Nets) - Rodney McGruder (Des Clippers) - Droits sur Saddiq Bey (#19) (Des Nets) - Droits sur Jaylen Hands (2019 #56) (Des Nets) - Second tour de draft 2021 (Des Nets) - Compensation financière (Des Clippers)                                                           | | [ 22 ]   |
| Mars        | | |          |
| 22 mars     | Vers les Clippers de Los Angeles - Second tour de draft 2022 (protégé) | Vers les Kings de Sacramento - Mfiondu Kabengele - Second tour de draft 2022 des Hawks - Compensation financière                      | [ 23 ]   |
| 25 mars     | Vers les Clippers de Los Angeles - Rajon Rondo | Vers les Hawks d'Atlanta - Lou Williams - Second tour de draft 2023 de Portland - Second tour de draft 2027 - Compensation financière | [ 24 ]   |

### Arrivées

#### Draft
| Date       | Joueur             | Provenance                         |
| ---------- | ------------------ | ---------------------------------- |
| 27/11/2020 | Daniel Oturu (#33) | Golden Gophers du Minnesota (NCAA) |

#### Agents libres
|  | Joueur ayant signé un contrat non-garanti, pour intégrer les camps d'entraînement de l'équipe. |

| Date       | Joueur           | Provenance                                     | Contrat                                                 |
| ---------- | ---------------- | ---------------------------------------------- | ------------------------------------------------------- |
| 25/11/2020 | Serge Ibaka      | Raptors de Toronto                             | Contrat de 18 978 900 $ sur 2 ans.                      |
| 27/11/2020 | Jordan Ford      | Gaels de Saint Mary's (NCAA)                   | Contrat non-garanti de 898 310 $ sur 1 an.              |
| 27/11/2020 | Malik Fitts      | Gaels de Saint Mary's (NCAA)                   | Contrat non-garanti de 898 310 $ sur 1 an.              |
| 30/11/2020 | Ky Bowman        | Warriors de Golden State                       | Contrat non-garanti de 1 445 697 $ sur 1 an.            |
| 01/12/2020 | Nicolas Batum    | Hornets de Charlotte                           | Contrat de 2 564 753 $ sur 1 an.                        |
| 01/12/2020 | Rayjon Tucker    | Cavaliers de Cleveland                         | Contrat non-garanti de 1 445 697 $ sur 1 an.            |
| 26/04/2021 | DeMarcus Cousins | Clippers de Los Angeles (contrats de 10 jours) | Contrat de 335 366 $ jusqu'à la fin de la saison.       |
| 29/04/2021 | Yogi Ferrell     | Clippers de Los Angeles (contrat de 10 jours)  | Contrat partiellement garanti de 2 191 180 $ sur 2 ans. |

#### Contrats de 10 jours
| Date       | Joueur           | Provenance                                      |
| ---------- | ---------------- | ----------------------------------------------- |
| 05/04/2021 | DeMarcus Cousins | Rockets de Houston                              |
| 09/04/2021 | Malik Fitts      | Clippers Agua Caliente d'Ontario (NBA G-League) |
| 16/04/2021 | DeMarcus Cousins | Second contrat de 10 jours                      |
| 19/04/2021 | Yogi Ferrell     | Stars de Salt Lake City (NBA G-League)          |

#### Two-way contracts
| Date       | Joueur           | Provenance            |
| ---------- | ---------------- | --------------------- |
| 23/11/2020 | Jay Scrubb (#55) | John A. Logan College |

### Départs

#### Agents libres
| Date       | Joueur                       | Nouvelle équipe ¹                               |
| ---------- | ---------------------------- | ----------------------------------------------- |
| 22/11/2020 | Montrezl Harrell             | Lakers de Los Angeles                           |
| 30/11/2020 | JaMychal Green               | Nuggets de Denver                               |
| 30/11/2020 | Johnathan Motley (Restreint) | Suns de Phoenix                                 |
| 03/12/2020 | Justin Patton                | Bucks de Milwaukee                              |
| 04/02/2021 | Ky Bowman                    | Clippers Agua Caliente d'Ontario (NBA G-League) |
| 04/02/2021 | Malik Fitts                  | Clippers Agua Caliente d'Ontario (NBA G-League) |
| 04/02/2021 | Jordan Ford                  | Clippers Agua Caliente d'Ontario (NBA G-League) |
| 03/04/2021 | Isaiah Thomas                | Pelicans de La Nouvelle-Orléans                 |

#### Joueurs coupés
|  | Joueurs non conservés après les camps d'entraînements de l'équipe. |

| Date       | Joueur        |
| ---------- | ------------- |
| 25/11/2020 | Justin Patton |
| 01/12/2020 | Joakim Noah   |
| 14/12/2020 | Ky Bowman     |
| 14/12/2020 | Malik Fitts   |
| 14/12/2020 | Jordan Ford   |
| 18/12/2020 | Rayjon Tucker |